# Sant Bausèli de Montmèl
Sant Bausèli de Montmèl (en francès Saint-Bauzille-de-Montmel) és un municipi occità del Llenguadoc, situat al departament de l'Erau i a la regió d'Occitània.